# Ульоа-и-Лемос, Лопе де
Лопе де Ульоа-и-Лемос (исп. Lope de Ulloa y Lemos, 1572 — 8 декабря 1620) — испанский военный, королевский губернатор Чили.
Лопе де Ульоа и Лемос служил на Филиппинах и в Новой Испании. В 1604 году прибыл в Перу вместе с назначенным туда на должность вице-короля Гаспаром де Суньигой. В Лиме он женился на богатой наследнице, и стал занимать всё более и более высокие посты: капитан роты охраны вице-короля, генерал кавалерии, член военного совета, член конгрегации иезуитов. Последний пост был очень важен политически, так как иезуит Луис де Вальдивия в Чили убедил короля перейти к полностью оборонительной войне против индейцев и не вторгаться на территорию мапуче. Когда пришли известия о смерти губернатора Чили Алонсо де Риберы, то именно Лопе де Ульоа и Лемос был назначен новым губернатором.
12 января 1618 года Лопе де Ульоа прибыл в Консепсьон вместе со 160 солдатами. Приняв дела у временного губернатора Фернандо Талаверано, который вернулся к своим обязанностям судьи Королевской аудиенсии Чили, он ознакомился с ситуацией, и пришёл к выводу, что то количество войск, что присутствует на границе (1.145 человек) абсолютно неадекватно для ведущейся войны с индейцами. Встревоженный этим, он менее чем через месяц после своего прибытия написал королю Филиппу III, прося тысячу человек подкрепления. Проведя пару месяцев на границе, он вернулся в Сантьяго, где ввязался в долгий спор с королевской аудиенсией по вопросам этикета во время судебных заседаний. Тем временем война продолжалась в оборонительном ключе в соответствии с идеями Луиса де Вальдивии.
Лопе де Ульоа интересовался слухами о якобы существовавшем где-то в Патагонии затерянном городе, и в марте 1620 года поручил коррехидору Куйо организовать экспедицию по его поискам, которая не принесла результатов.
Зима 1620 года выдалась очень суровой; ветер был так силён, что Сантьяго затопляло семь раз. В апреле Лопе де Ульоа тяжело заболел, и в декабре скончался. Принявший дела временный губернатор Кристобаль де ла Серда-и-Сотомайор утверждал, что он был отравлен женой, но это не было подтверждено судом высшей инстанции.